# Adrien Guillaume Storm de Grave
Adrien Guillaume Storm de Grave, né le 13 octobre 1763 à Hattem (République des Provinces-Unies), mort le 23 janvier 1817 à Bréda (Royaume des Pays-Bas), est un général hollandais de la Révolution et de l’Empire.

## États de service
Il entre en service en 1780, comme cadet dans le régiment d’Orange, dont le père est lieutenant-colonel et il devient capitaine en 1790, dans le régiment hollandais de Brakel. Il fait les campagnes de Flandre contre les Français, et il est chargé de signer la capitulation du fort de Crèvecœur, près de Bois-le-Duc en septembre 1794. En 1795, il continue de servir dans les troupes bataves, il fait les campagnes d’Allemagne et il se distingue en 1799, dans le nord de la Hollande, en combattant les Anglo-russes. 
Il est nommé major le 29 juin 1799 et il est blessé le 10 septembre suivant au combat du Zyp, ainsi que le 19 septembre à la bataille de Bergen et à celle de Castricum le 6 octobre 1799. De 1800 à 1801, il sert dans l’armée Gallo-Batave et il devient lieutenant-colonel le 23 juin 1805. 
En 1805, il participe à la campagne d’Autriche, puis en 1806 et 1807, aux campagnes en Prusse et en Pologne. En 1808, il est appelé à l’armée d’Espagne et sitôt arrivé, il est chargé de commander l’avant-garde de la brigade du général Chassé. Il est nommé colonel le 10 décembre 1808 et il participe à la bataille de Talavera, les 27 et 28 juillet 1809. Il est fait chevalier de la Légion d’honneur le 31 juillet 1809 et il est promu général-major au service de la Hollande le 19 août suivant.
Après le rattachement du Royaume de Hollande à l’Empire français, il est intégré dans l’armée française, avec le grade de général de brigade le 10 novembre 1810. Le 22 décembre 1810, il rejoint la 22e division militaire, où il commande successivement les départements du Rhône, de la Loire et du Cantal. 
Le 22 août 1813, il est employé à l’armée du Portugal, comme commandant de la 1re brigade de la 8e division d’infanterie.
Le 8 septembre 1814, il demande et obtient sa démission du service français et il reprend du service dans l’armée hollandaise, où en janvier 1815, il est chargé du commandement du 3e arrondissement militaire. Il est promu lieutenant-général en 1816 et il meurt le 23 janvier 1817, à Bréda.

## Sources
- (en) « Generals Who Served in the French Army during the Period 1789 - 1814: Eberle to Exelmans »
- Thierry Pouliquen, « Les généraux français et étrangers ayant servis [sic] dans la Grande Armée » (consulté le 20 février 2015)
- Antoine Jay, Etienne de Jouy et Jacques Marquet de Norvins, Biographie nouvelle des contemporains ou dictionnaire historique et raisonné de tous les hommes qui, depuis la Révolution française ont acquis de la célébrité par leurs actions…, tome 19, Paris, librairie historique, janvier 1825, 514 p. (lire en ligne), p. 362.
- (pl) « Napoléon.org.pl »